# Martine Berthet
Martine Berthet, née le 27 mars 1961, est une femme politique française. Maire d'Albertville et vice-présidente de la communauté de communes de la région d'Albertville de 2014 à 2017, conseillère départementale de la Savoie depuis 2015, elle est élue sénatrice de la Savoie le 24 septembre 2017.

## Biographie

### Élue locale
Adjointe au maire d'Ugine de 2001 à 2014, Martine Berthet participe à la création de la communauté de communes de la région d'Albertville dont elle est vice-présidente déléguée aux ressources humaines et aux équipements sportifs de 2002 à 2016.
Sollicitée lors des élections municipales de mars 2014 à Albertville, elle est tête de liste pour la droite et le centre aux côtés de Vincent Rolland et d'Hervé Gaymard. La liste « Debout Albertville » arrive en tête lors du premier tour et est élue au second tour lors d'une triangulaire avec plus de 49,95 % des suffrages.
Le 4 avril 2014, Martine Berthet est élue maire d'Albertville par le nouveau conseil municipal, devenant la première femme à cette fonction dans la ville. 
Lors des élections départementales de 2015 Martine Berthet est candidate en binôme avec Hervé Gaymard sur le canton d'Albertville-1. Ils sont élus au soir du second tour avec plus de 61 % des suffrages.

### Sénatrice de la Savoie

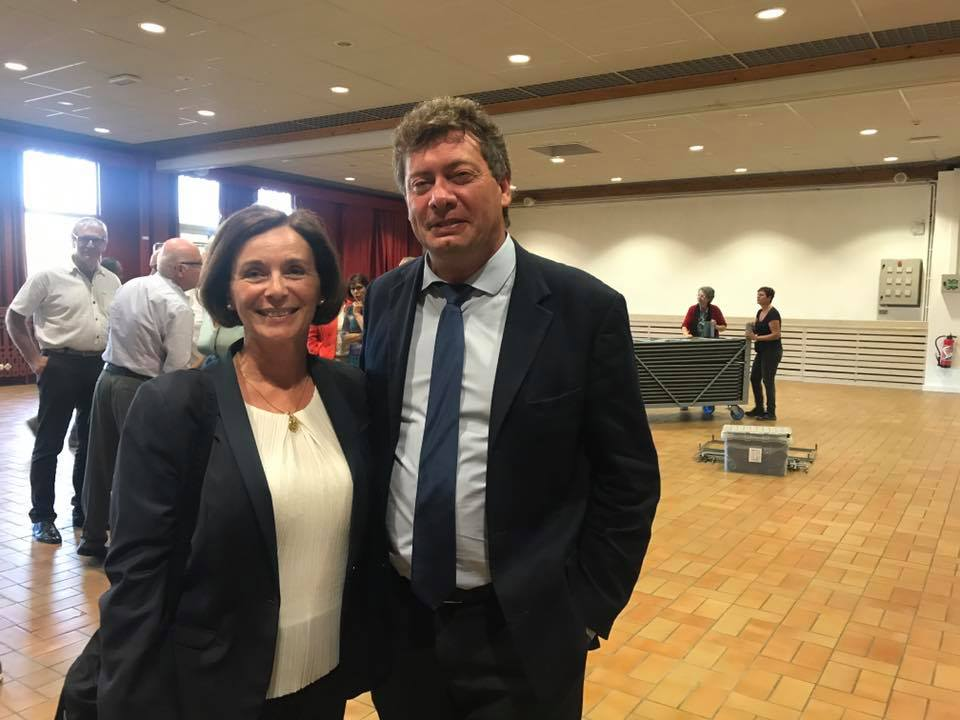
Martine Berthet et Renaud Beretti en 2017.

Le 24 septembre 2017, elle est élue sénatrice de la Savoie, sous l'étiquette Les Républicains pour succéder à Michel Bouvard, démissionnaire ; il s'agit alors de la première femme à accéder à ce siège pour le département,. Son suppléant est Renaud Beretti, maire d'Aix-les-Bains, vice-président de Grand Lac et conseiller général du canton d'Aix-les-Bains-2.
Elle parraine Laurent Wauquiez pour le congrès des Républicains de 2017, scrutin lors duquel est élu le président du parti.

## Détails des mandats et fonctions

### Mandats actuels
- Sénateur de la Savoie depuis le 24 septembre 2017.
- Conseillère départementale de la Savoie élue sur le canton d'Albertville-1 depuis le 2 avril 2015.

### Anciens mandats
- Adjointe au maire d'Ugine de 2001 à 2014.
- Vice-présidente de la communauté de communes de la région d'Albertville de 2002 au 31 décembre 2016.
- Maire d'Albertville du 4 avril 2014 au 24 octobre 2017[6].
- Vice-présidente de la communauté d'agglomération Arlysère du 1er janvier au 24 octobre 2017.